# Nat W. Finston

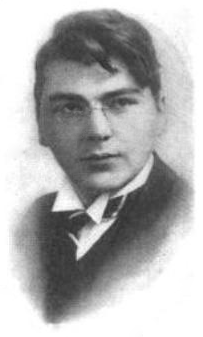

Nat W. Finston (* 24. Februar 1895 in New York, New York; † 19. Dezember 1979 in Los Angeles, Kalifornien) war ein US-amerikanischer Komponist und Dirigent.

## Biografie
Nat W. Finston besuchte das City College von New York. Nach dem Abschluss arbeitete er als Violinist und später als Konzertmeister der Russischen Symphoniker. Als stellvertretender Konzertmeister bekam er zwischen 1907 und 1917 Engagements an der Oper von Boston, bei den New Yorker Philharmonikern (unter Gustav Mahler) und der New York Symphony Society. Von 1917 bis 1920 war er Dirigent am Capitol Theatre und dem Rialto Theatre in New York sowie dem Tivoli and Uptown Theatre in Chicago.
1928 ging Finston nach Hollywood, um dort als Musikdirektor für Paramount Pictures und Metro-Goldwyn-Mayer zu arbeiten. Zudem war er Gastdirigent des Los Angeles Philharmonic Orchestra und des Hollywood Bowl Orchestra. Zwei Mal wurde Finston für die beste Filmmusik für den Oscar nominiert, 1936 für Meuterei auf der Bounty und 1938 für Maienzeit. Für beide MGM-Produktionen komponierte Herbert Stothart die Musik.
In den letzten Jahren im Filmgeschäft war Nat W. Finston fast ausschließlich für die Soundtracks für Dokumentarfilme zuständig. 1950 zog er sich zurück und wurde Mitglied der American Society of Composers, Authors and Publishers. Hier arbeitete er insbesondere mit Gus Kahn zusammen.
Am 9. Dezember 1979 verstarb Nat W. Finston, der Vater von Zwillingstöchtern war.

## Filmografie (Auswahl)
Soweit nicht anders angegeben, war Nat W. Finston der musikalische Direktor.
- 1928: Der Patriot (The Patriot)
- 1932: Eine Stunde mit Dir (One Hour with You)
- 1932: Schönste, liebe mich (Love Me Tonight)
- 1932: Im Zeichen des Kreuzes (The Sign of the Cross)
- 1933: Alice in Wonderland
- 1933: Serenade zu dritt (Design for Living)
- 1934: Bolero
- 1934: Cleopatra
- 1934: Madame befiehlt! (Enter Madame)
- 1935: Meuterei auf der Bounty (Mutiny on the Bounty)
- 1935: Peter Ibbetson
- 1937: Maienzeit (Maytime)
- 1939: Das zauberhafte Land (The Wizard of Oz)
- 1942: Bataan als Dirigent
- 1944: Das Haus der Lady Alquist (Gaslight) als Dirigent
- 1946: Banditen ohne Maske (Abilene Town)
- 1947: New Orleans
- 1949: Die Todeskurve (The Big Wheel)